# Salto do Itararé
Salto do Itararé ist ein brasilianisches Munizip im Norden des Bundesstaats Paraná. Es hat 5.192 Einwohner (2022), die sich Saltenser-do-Itararé nennen. Seine Fläche beträgt 201 km². Es liegt 523 Meter über dem Meeresspiegel.

## Etymologie
Der Name stammt von dem Wasserfall (portugiesisch: salto) des Rio Itararé, an dem der Ort liegt. Ursprünglich wurde der Ort Santo Antônio dos Índios genannt. Erst mit der Erhebung zum Munizip erhielt er den heutigen Namen.

## Geschichte

### Besiedlung
Ursprünglich war das Land von Guarani-Indianern bewohnt. Der Ort, an dem sich der Hauptsitz befindet, war als Balsa dos Índios (Indianerfähre) bekannt. Das Land gehörte zum Munizip São José da Boa Vista.
Um 1900 kamen die ersten Familien aus Minas Gerais. Das Dorf entstand auf der Fazenda Salto do Itararé, wo 28 Alqueires Land (67 ha) im Namen des Bistums Jacarezinho an Antonius von Padua geschenkt wurden, um mit dem Verkauf des Landes eine Kirche zu Ehren des Heiligen zu bauen.

### Erhebung zum Munizip
Salto do Itararé wurde durch das Staatsgesetz Nr. 4245 vom 25. Juli 1960 aus Siqueira Campos ausgegliedert und in den Rang eines Munizips erhoben. Es wurde am 15. November 1961 als Munizip installiert.

## Geografie

### Fläche und Lage
Salto do Itararé liegt auf dem Segundo Planalto Paranaense (der Zweiten oder Ponta-Grossa-Hochebene von Paraná). Seine Fläche beträgt 201 km². Es liegt auf einer Höhe von 523 Metern.

### Geologie und Böden
Die Böden bestehen aus Geschiebemergel, Warven, Löss und Sandstein.

### Vegetation
Das Biom von Salto do Itararé ist Mata Atlântica.

### Klima
Das Klima in Salto do Itararé ist gemäßigt und warm. Während des Jahres fällt eine erhebliche Menge an Niederschlägen (1427 mm pro Jahr). Das gilt auch für den trockensten Monat. Die Klimaklassifikation nach Köppen und Geiger lautet Cfa. Im Jahresdurchschnitt liegt die Temperatur bei 21,2 °C.

### Gewässer
Salto do Itararé liegt im Einzugsgebiet des Paranapanema. Der Rio Itararé bildet die nordöstliche Grenze des Munizips, das im Norden noch einen kleineren Anteil am Chavantes-Stausee hat. Der Rio Farturinha, ein linker Nebenfluss des Rio Itarare, bildet die südliche Munizipgrenze.

### Straßen
Salto do Itararé ist über die PR-424 mit Siqueira Campos im Westen und Barão de Antonina im Staat São Paulo im Osten verbunden.

### Nachbarmunizipien
|                 | Carlópolis                                  |                        |
| Siqueira Campos | Kompassrose, die auf Nachbargemeinden zeigt | Barão de Antonina (SP) |
|                 | Santana do Itararé                          |                        |

## Stadtverwaltung
Bürgermeister: Paulo Sérgio Fragoso da Silva, PSD (2021–2024)
Vizebürgermeister: Claudeci José de Oliveira, Podemos (2021–2024)

## Demografie

### Bevölkerungsentwicklung
| Jahr | Einwohner | Stadt | Land |
| ---- | --------- | ----- | ---- |
| 1970 | 7.383     | 23 %  | 77 % |
| 1980 | 7.482     | 32 %  | 68 % |
| 1991 | 6.360     | 49 %  | 51 % |
| 2000 | 5.549     | 62 %  | 38 % |
| 2010 | 5.178     | 72 %  | 28 % |
| 2022 | 5.192     |       |      |

Quelle: IBGE (2011) und Volkszählung 2022

### Ethnische Zusammensetzung
| Gruppe * | 1991    | 2000    | 2010    | wer sich als …                                                                   |
| --- | ------- | ------- | ------- | -------------------------------------------------------------------------------- |
| Weiße | 92,1 %  | 90,4 %  | 73,7 %  | weiß bezeichnet                                                                  |
| Schwarze | 0,5 %   | 3,0 %   | 2,4 %   | schwarz bezeichnet                                                               |
| Gelbe | 0,0 %   | 0,1 %   | 0,5 %   | von fernöstlicher Herkunft wie japanisch, chinesisch, koreanisch etc. bezeichnet |
| Braune | 7,1 %   | 5,7 %   | 23,3 %  | braun oder als Mischung aus mehreren Gruppen bezeichnet                          |
| Indigene | 0,0 %   | 0,1 %   | 0,1 %   | Ureinwohner oder Indio bezeichnet                                                |
| ohne Angabe | 0,3 %   | 0,7 %   | 0,0 %   |                                                                                  |
| Gesamt | 100,0 % | 100,0 % | 100,0 % |                                                                                  |
| *) Das IBGE verwendet für Volkszählungen ausschließlich diese fünf Gruppen. Es verzichtet bewusst auf Erläuterungen. Die Zugehörigkeit wird vom Einwohner selbst festgelegt. |         |         |         |                                                                                  |

Quelle: IBGE (Stand: 1991, 2000 und 2010)